# Werner Bergmann (Soziologe)
Werner Bergmann (* 26. Mai 1950 in Celle) ist ein deutscher Soziologe. Er war bis 2016 Professor der Soziologie am Zentrum für Antisemitismusforschung an der Technischen Universität Berlin. Er hat zahlreiche Publikationen zur Geschichte des Antisemitismus vorgelegt.

## Leben
Bergmann absolvierte von 1969 bis 1974 ein Studium der Bildenden Kunst (Kunsterziehung) an der Hochschule für Bildende Künste in Hamburg und legte 1974 das Erste Staatsexamen für das Lehramt an Gymnasien ab. Von 1971 bis 1979 studierte er Soziologie, Sozialkunde (Geschichte, Politologie), Philosophie und Erziehungswissenschaft an der Universität Hamburg und legte 1977 das Erste Staatsexamen im Fach Sozialkunde ab. 1979 erfolgte die Promotion zum Dr. phil. in Soziologie an der Universität Hamburg. 1979/1980 war er Wissenschaftlicher Mitarbeiter am Institut für Soziologie an der Universität Hamburg. 1981–1983 folgte ein Referendariat für das Lehramt an Gymnasien in Hamburg, das er 1982 mit dem Zweiten Staatsexamen abschloss. Danach arbeitete er als Studienrat an einem Gymnasium. Von 1984 bis 1995 war er Wissenschaftlicher Mitarbeiter bzw. Assistent am Zentrum für Antisemitismusforschung an der TU-Berlin. 1996 erfolgte die Habilitation in Soziologie an der Freien Universität Berlin mit der Arbeit „Öffentliche Konflikte und kollektive Lernprozesse. Antisemitismus in der Öffentlichkeit der Bundesrepublik Deutschland 1949–1989“. Von 1996 bis 1999 arbeitete er als Wissenschaftlicher Oberassistent am Zentrum für Antisemitismusforschung und seit 1999 als Professor für Antisemitismusforschung.
Bergmanns Arbeitsschwerpunkte sind Soziologie und Geschichte des Antisemitismus und angrenzende Gebiete wie Rassismus und Rechtsextremismus. Er forscht zur Theorie sozialer Bewegungen, zu Formen kollektiver Gewalt (Pogromen, Genoziden) und betreibt Vorurteilsforschung.
Bergmann gehört zu den Unterzeichnern der Jerusalemer Erklärung zum Antisemitismus.

## Schriften (Auswahl)
- Die Zeitstrukturen sozialer Systeme. Eine systemtheoretische Analyse (= Soziologische Schriften, Band 33). Duncker & Humblot, Berlin 1981, ISBN 3-428-04857-1 (zugleich Dissertation Uni Hamburg, Fachbereich Philosophie und Sozialwissenschaften, 1981).
- mit Rainer Erb: Die Nachtseite der Judenemanzipation. Der Widerstand gegen die Integration der Juden in Deutschland 1780–1860 (= Antisemitismus und jüdische Geschichte, Band 1). Metropol, Berlin 1989, ISBN 3-926893-77-X.
- mit Rainer Erb (Hrsg.): Antisemitismus in der politischen Kultur seit 1945. Westdeutscher Verlag, Opladen 1990, ISBN 3-531-11923-0.
- mit Rainer Erb (Hrsg.): Neonazismus und rechte Subkultur (= Dokumente, Texte, Materialien, Band 15), Metropol, Berlin 1994, ISBN 3-926893-24-9.
- Antisemitismus in öffentlichen Konflikten. Kollektives Lernen in der politischen Kultur der Bundesrepublik 1949–1989 (= Schriftenreihe des Zentrums für Antisemitismusforschung Berlin, Band 4), Campus, Frankfurt am Main 1997, ISBN 3-593-35765-8 (Habilitationsschrift an der Freien Universität Berlin 1995/96 unter dem Titel: Öffentliche Konflikte und kollektive Lernprozesse).
- mit Rainer Erb (Hrsg.): Anti-Semitism and Xenophobia in Germany after Unification. Oxford University Press, Oxford 1997, ISBN 0-19-511010-2.
- mit Rainer Erb: Antisemitismus in der Bundesrepublik Deutschland 1996. In: Richard Alba, Peter Schmidt, Martina Wasmer (Hrsg.): Deutsche und Ausländer. Freunde, Fremde oder Feinde? Empirische Befunde und theoretische Erklärungen (= Blickpunkt Gesellschaft, Band 5), Westdeutscher Verlag, Opladen/Wiesbaden 2000, ISBN 978-3-531-13491-8, S. 401–438.
- mit Christhard Hoffmann, H. W. Smith (Hrsg.): Exclusionary Violence. Antisemitic Riots in Modern German History (1819–1938). Ann Arbor 2002.
- Geschichte des Antisemitismus. C. H. Beck, München 2002, ISBN 978-3406479878 (2. Auflage 2004, 3. Auflage 2006).[2]
- mit Mona Körte (Hrsg.): Antisemitismusforschung in den Wissenschaften. Metropol, Berlin 2004, ISBN 978-3-936411-48-5.
- Tumulte – Excesse – Pogrome. Kollektive Gewalt gegen Juden in Europa 1789–1900. Wallstein Verlag, Göttingen 2020.